# Kriegerdenkmal Oberkaka

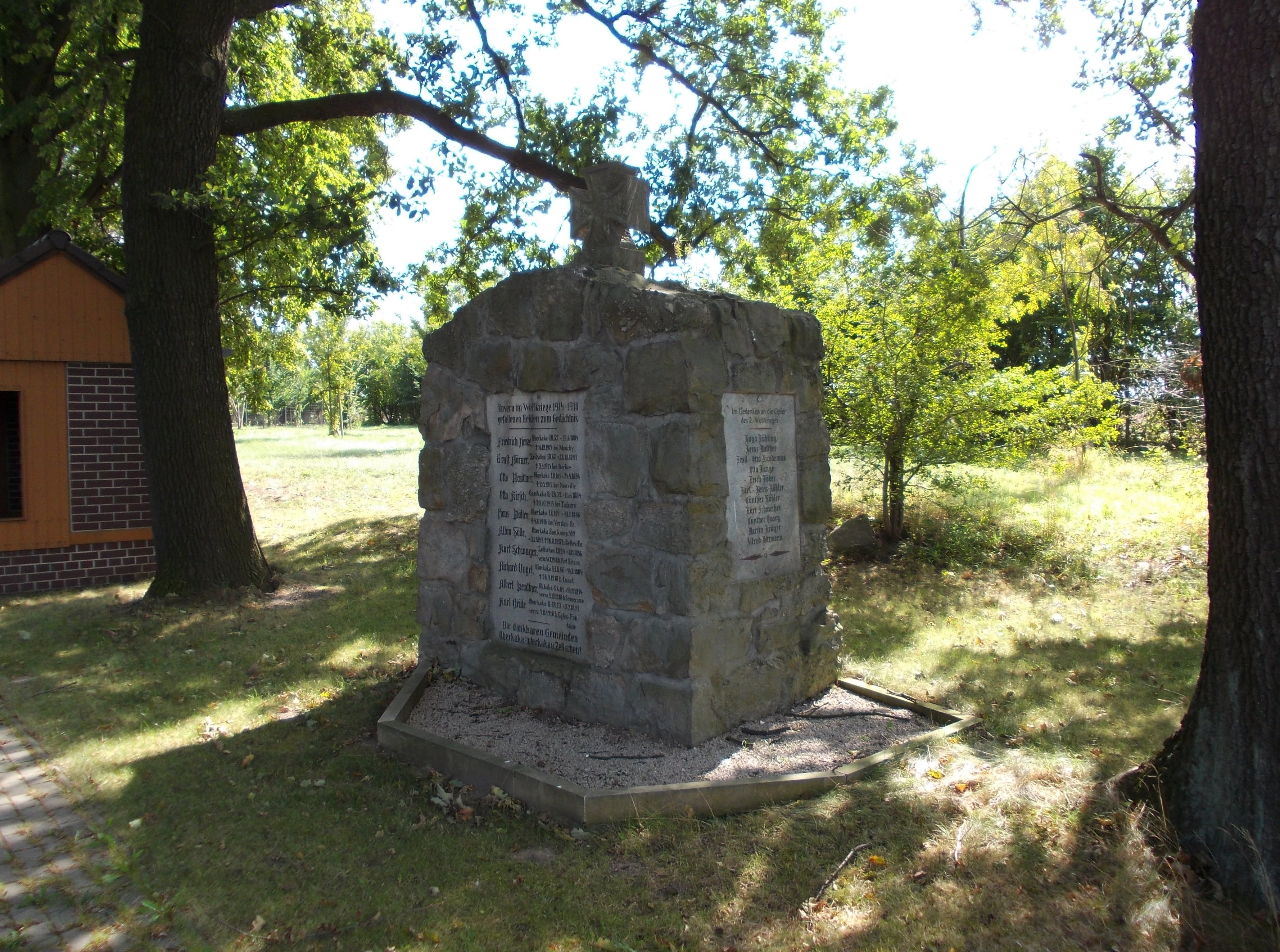
Kriegerdenkmal in Oberkaka

Das Kriegerdenkmal Oberkaka ist ein denkmalgeschütztes Kriegerdenkmal in der Ortschaft Oberkaka des Ortsteiles Unterkaka der Gemeinde Meineweh in Sachsen-Anhalt. Im örtlichen Denkmalverzeichnis ist die Gedenkstätte unter der Erfassungsnummer 094 85416 als Baudenkmal verzeichnet.
Bei dem Kriegerdenkmal handelt es sich um eine gemeinsame Gedenkstätte der Gefallenen des Ersten Weltkriegs der Gemeinden Oberkaka, Unterkaka und Zellschen. Die Stele wurde vom Bildhauer Bräuner aus Schleinitz bei Osterfeld errichtet. Die Enthüllung des Denkmales fand am 6. Mai 1923 statt. Gekrönt wird die Stele von einem Tatzenkreuz. In der Vorderseite wurde eine Gedenktafel eingelassen mit der Inschrift Unseren im Weltkriege 1914-1918 gefallenen Helden Die dankbaren Gemeinden Oberkaka, Unterkaka und Zellschen sowie den Namen der Gefallenen. Auf der rechten Seite wurde nach 1990 eine Gedenktafel für die Gefallenen des Zweiten Weltkriegs nachträglich angebracht. Diese Gedenktafel trägt die Inschrift Im Gedenken an die Opfer des 2. Weltkrieges.

## Quelle
- Kriegerdenkmal Oberkaka, abgerufen am 15. September 2017.